# Campeonato Mundial de Halterofilismo de 2005
O Campeonato Mundial de Halterofilismo de 2005 foi a 74ª edição do campeonato de halterofilismo, organizado pela Federação Internacional de Halterofilismo (FIH). O campeonato ocorreu no Al-Sadd Sports Center, em Doha, no Catar, entre 9 a 17 de novembro de 2005. Foram disputadas 15 categorias (8 masculino e 7 feminino), com a presença de 281 halterofilistas (169 masculino e 112 feminino) de 71 nacionalidades filiadas à Federação Internacional de Halterofilismo (FIH). Teve como destaque a China com 37 medalhas no total, sendo 19 de ouro. 

## Medalhistas

### Masculino
| Evento    | Ouro                           | Ouro   | Prata                           | Prata  | Bronze                           | Bronze |
| 56 kg     | 56 kg                          | 56 kg  | 56 kg                           | 56 kg  | 56 kg                            | 56 kg  |
| --------- | ------------------------------ | ------ | ------------------------------- | ------ | -------------------------------- | ------ |
| Arranque  | Li Zheng · China               | 127 kg | Hoàng Anh Tuấn · Vietname       | 126 kg | Wang Shin-yuan · Taipé Chinesa   | 125 kg |
| Arremesso | Wang Shin-yuan · Taipé Chinesa | 156 kg | Wu Meijin · China               | 156 kg | Yang Chin-yi · Taipé Chinesa     | 155 kg |
| Total     | Wang Shin-yuan · Taipé Chinesa | 281 kg | Lee Jong-hoon Coreia do Sul     | 280 kg | Hoàng Anh Tuấn · Vietname        | 279 kg |
| 62 kg     |                                |        |                                 |        |                                  |        |
| Arranque  | Zhang Ping · China             | 145 kg | Qiu Le · China                  | 144 kg | Adrian Jigău · Roménia           | 133 kg |
| Arremesso | Qiu Le · China                 | 178 kg | Zhang Ping · China              | 170 kg | Adán Rosales · Cuba              | 166 kg |
| Total     | Qiu Le · China                 | 322 kg | Zhang Ping · China              | 315 kg | Adrian Jigău · Roménia           | 292 kg |
| 69 kg     |                                |        |                                 |        |                                  |        |
| Arranque  | Shi Zhiyong · China            | 160 kg | Lee Bae-young Coreia do Sul     | 152 kg | Vencelas Dabaya · França         | 145 kg |
| Arremesso | Shi Zhiyong · China            | 190 kg | Lee Bae-young Coreia do Sul     | 185 kg | Vencelas Dabaya · França         | 179 kg |
| Total     | Shi Zhiyong · China            | 350 kg | Lee Bae-young Coreia do Sul     | 337 kg | Vencelas Dabaya · França         | 324 kg |
| 77 kg     |                                |        |                                 |        |                                  |        |
| Arranque  | Li Hongli · China              | 165 kg | Sebastian Dogariu · Roménia     | 163 kg | Nader Sufyan Abbas · Catar       | 160 kg |
| Arremesso | Li Hongli · China              | 196 kg | Yukio Peter · Nauru             | 193 kg | René Hoch · Alemanha             | 192 kg |
| Total     | Li Hongli · China              | 361 kg | Sebastian Dogariu · Roménia     | 353 kg | Nader Sufyan Abbas · Catar       | 351 kg |
| 85 kg     |                                |        |                                 |        |                                  |        |
| Arranque  | Andrei Rybakou · Bielorrússia  | 185 kg | Oleg Perepetchenov · Rússia     | 175 kg | Vyacheslav Yershov · Cazaquistão | 175 kg |
| Arremesso | Ilya Ilyin · Cazaquistão       | 216 kg | Aslanbek Ediev · Rússia         | 211 kg | Lu Yong · China                  | 210 kg |
| Total     | Ilya Ilyin · Cazaquistão       | 386 kg | Lu Yong · China                 | 385 kg | Aslanbek Ediev · Rússia          | 381 kg |
| 94 kg     |                                |        |                                 |        |                                  |        |
| Arranque  | Nizami Pashayev · Azerbaijão   | 185 kg | Mikalai Patotski · Bielorrússia | 184 kg | Bakhyt Akhmetov · Cazaquistão    | 182 kg |
| Arremesso | Mukhamat Sozaev · Rússia       | 221 kg | Yoandry Hernández · Cuba        | 220 kg | Milen Dobrev · Bulgária          | 218 kg |
| Total     | Nizami Pashayev · Azerbaijão   | 401 kg | Mukhamat Sozaev · Rússia        | 398 kg | Milen Dobrev · Bulgária          | 398 kg |
| 105 kg    |                                |        |                                 |        |                                  |        |
| Arranque  | Dmitry Klokov · Rússia         | 192 kg | Alexandru Bratan · Moldávia     | 190 kg | Martin Tešovič · Eslováquia      | 187 kg |
| Arremesso | Dmitry Klokov · Rússia         | 227 kg | Ramūnas Vyšniauskas · Lituânia  | 225 kg | Martin Tešovič · Eslováquia      | 225 kg |
| Total     | Dmitry Klokov · Rússia         | 419 kg | Alexandru Bratan · Moldávia     | 413 kg | Martin Tešovič · Eslováquia      | 412 kg |
| +105 kg   |                                |        |                                 |        |                                  |        |
| Arranque  | Evgeny Chigishev · Rússia      | 211 kg | Hossein Rezazadeh Irão          | 210 kg | Jaber Saeed Salem · Catar        | 201 kg |
| Arremesso | Hossein Rezazadeh Irão         | 251 kg | Evgeny Chigishev · Rússia       | 246 kg | Jaber Saeed Salem · Catar        | 245 kg |
| Total     | Hossein Rezazadeh Irão         | 461 kg | Evgeny Chigishev · Rússia       | 457 kg | Jaber Saeed Salem · Catar        | 446 kg |

- — RECORDE MUNDIAL

### Feminino
| Evento    | Ouro                         | Ouro   | Prata                        | Prata  | Bronze                                    | Bronze |
| 48 kg     | 48 kg                        | 48 kg  | 48 kg                        | 48 kg  | 48 kg                                     | 48 kg  |
| --------- | ---------------------------- | ------ | ---------------------------- | ------ | ----------------------------------------- | ------ |
| Arranque  | Wang Mingjuan · China        | 95 kg  | Pensiri Saelaw · Tailândia   | 88 kg  | Aree Wiratthaworn · Tailândia             | 85 kg  |
| Arremesso | Wang Mingjuan · China        | 118 kg | Pensiri Saelaw · Tailândia   | 110 kg | Hiromi Miyake · Japão                     | 110 kg |
| Total     | Wang Mingjuan · China        | 213 kg | Pensiri Saelaw · Tailândia   | 198 kg | Aree Wiratthaworn · Tailândia             | 193 kg |
| 53 kg     |                              |        |                              |        |                                           |        |
| Arranque  | Junpim Kuntatean · Tailândia | 98 kg  | Li Ping · China              | 98 kg  | Yuderqui Contreras · República Dominicana | 95 kg  |
| Arremesso | Li Ping · China              | 126 kg | Junpim Kuntatean · Tailândia | 125 kg | Suda Chaleephay · Tailândia               | 116 kg |
| Total     | Li Ping · China              | 224 kg | Junpim Kuntatean · Tailândia | 223 kg | Yuderqui Contreras · República Dominicana | 211 kg |
| 58 kg     |                              |        |                              |        |                                           |        |
| Arranque  | Gu Wei · China               | 102 kg | Wandee Kameaim · Tailândia   | 101 kg | Marina Shainova · Rússia                  | 101 kg |
| Arremesso | Gu Wei · China               | 139 kg | Wandee Kameaim · Tailândia   | 135 kg | Marina Shainova · Rússia                  | 132 kg |
| Total     | Gu Wei · China               | 241 kg | Wandee Kameaim · Tailândia   | 236 kg | Marina Shainova · Rússia                  | 233 kg |
| 63 kg     |                              |        |                              |        |                                           |        |
| Arranque  | Pawina Thongsuk · Tailândia  | 116 kg | Svetlana Shimkova · Rússia   | 108 kg | Liu Xia · China                           | 105 kg |
| Arremesso | Pawina Thongsuk · Tailândia  | 140 kg | Svetlana Shimkova · Rússia   | 139 kg | Liu Xia · China                           | 133 kg |
| Total     | Pawina Thongsuk · Tailândia  | 256 kg | Svetlana Shimkova · Rússia   | 247 kg | Liu Xia · China                           | 238 kg |
| 69 kg     |                              |        |                              |        |                                           |        |
| Arranque  | Liu Haixia · China           | 120 kg | Zarema Kasaeva · Rússia      | 118 kg | Olga Kiseleva · Rússia                    | 110 kg |
| Arremesso | Zarema Kasaeva · Rússia      | 157 kg | Liu Haixia · China           | 154 kg | Olga Kiseleva · Rússia                    | 140 kg |
| Total     | Zarema Kasaeva · Rússia      | 275 kg | Liu Haixia · China           | 274 kg | Olga Kiseleva · Rússia                    | 250 kg |
| 75 kg     |                              |        |                              |        |                                           |        |
| Arranque  | Natalya Zabolotnaya · Rússia | 130 kg | Liu Chunhong · China         | 126 kg | Svetlana Podobedova · Rússia              | 124 kg |
| Arremesso | Liu Chunhong · China         | 159 kg | Svetlana Podobedova · Rússia | 155 kg | Natalya Zabolotnaya · Rússia              | 155 kg |
| Total     | Liu Chunhong · China         | 285 kg | Natalya Zabolotnaya · Rússia | 285 kg | Svetlana Podobedova · Rússia              | 279 kg |
| +75 kg    |                              |        |                              |        |                                           |        |
| Arranque  | Mu Shuangshuang · China      | 130 kg | Jang Mi-ran Coreia do Sul    | 128 kg | Olha Korobka · Ucrânia                    | 127 kg |
| Arremesso | Jang Mi-ran Coreia do Sul    | 172 kg | Mu Shuangshuang · China      | 170 kg | Cheryl Haworth · Estados Unidos           | 161 kg |
| Total     | Jang Mi-ran Coreia do Sul    | 300 kg | Mu Shuangshuang · China      | 300 kg | Cheryl Haworth · Estados Unidos           | 287 kg |

- — RECORDE MUNDIAL

## Quadro de medalhas
Quadro de medalhas no total combinado
| Ordem | País                 | Medalha de ouro | Medalha de prata | Medalha de bronze | Total |
| ----- | -------------------- | --------------- | ---------------- | ----------------- | ----- |
| 1     | China                | 7               | 4                | 1                 | 12    |
| 2     | Rússia               | 2               | 4                | 4                 | 10    |
| 3     | Tailândia            | 1               | 3                | 1                 | 5     |
| 4     | Coreia do Sul        | 1               | 2                | 0                 | 3     |
| 5     | Azerbaijão           | 1               | 0                | 0                 | 1     |
| 5     | Taipé Chinesa        | 1               | 0                | 0                 | 1     |
| 5     | Irão                 | 1               | 0                | 0                 | 1     |
| 5     | Cazaquistão          | 1               | 0                | 0                 | 1     |
| 9     | Roménia              | 0               | 1                | 1                 | 2     |
| 10    | Moldávia             | 0               | 1                | 0                 | 1     |
| 11    | Catar                | 0               | 0                | 2                 | 2     |
| 12    | Bulgária             | 0               | 0                | 1                 | 1     |
| 12    | República Dominicana | 0               | 0                | 1                 | 1     |
| 12    | França               | 0               | 0                | 1                 | 1     |
| 12    | Eslováquia           | 0               | 0                | 1                 | 1     |
| 12    | Estados Unidos       | 0               | 0                | 1                 | 1     |
| 12    | Vietname             | 0               | 0                | 1                 | 1     |
| Total | Total                | 15              | 15               | 15                | 45    |

Quadro de medalhas nos levantamentos + total combinado
| Ordem | País                 | Medalha de ouro | Medalha de prata | Medalha de bronze | Total |
| ----- | -------------------- | --------------- | ---------------- | ----------------- | ----- |
| 1     | China                | 22              | 11               | 4                 | 37    |
| 2     | Rússia               | 8               | 11               | 10                | 29    |
| 3     | Tailândia            | 4               | 8                | 3                 | 15    |
| 4     | Coreia do Sul        | 2               | 5                | 0                 | 7     |
| 5     | Irão                 | 2               | 1                | 0                 | 3     |
| 6     | Taipé Chinesa        | 2               | 0                | 2                 | 4     |
| 6     | Cazaquistão          | 2               | 0                | 2                 | 4     |
| 8     | Azerbaijão           | 2               | 0                | 0                 | 2     |
| 9     | Bielorrússia         | 1               | 1                | 0                 | 2     |
| 10    | Roménia              | 0               | 2                | 2                 | 4     |
| 11    | Moldávia             | 0               | 2                | 0                 | 2     |
| 12    | Cuba                 | 0               | 1                | 1                 | 2     |
| 12    | Vietname             | 0               | 1                | 1                 | 2     |
| 14    | Lituânia             | 0               | 1                | 0                 | 1     |
| 14    | Nauru                | 0               | 1                | 0                 | 1     |
| 16    | Catar                | 0               | 0                | 5                 | 5     |
| 17    | França               | 0               | 0                | 3                 | 3     |
| 17    | Eslováquia           | 0               | 0                | 3                 | 3     |
| 19    | Bulgária             | 0               | 0                | 2                 | 2     |
| 19    | República Dominicana | 0               | 0                | 2                 | 2     |
| 19    | Estados Unidos       | 0               | 0                | 2                 | 2     |
| 22    | Alemanha             | 0               | 0                | 1                 | 1     |
| 22    | Japão                | 0               | 0                | 1                 | 1     |
| 22    | Ucrânia              | 0               | 0                | 1                 | 1     |
| Total | Total                | 45              | 45               | 45                | 135   |

## Classificação por equipe
| Posição | Equipe   | Pontos |
| ------- | -------- | ------ |
| 1       | China    | 595    |
| 2       | Rússia   | 545    |
| 3       | Bulgária | 314    |
| 4       | Roménia  | 291    |
| 5       | Colômbia | 266    |
| 6       | Armênia  | 250    |

| Posição | Equipe         | Pontos |
| ------- | -------------- | ------ |
| 1       | China          | 555    |
| 2       | Rússia         | 505    |
| 3       | Tailândia      | 447    |
| 4       | Colômbia       | 363    |
| 5       | Estados Unidos | 309    |
| 6       | Polónia        | 307    |

## Participantes
Um total de 281 halterofilistas de 71 nacionalidades participaram do evento.
| - Albânia (3) - Argélia (1) - Argentina (2) - Armênia (6) - Austrália (1) - Azerbaijão (4) - Bangladesh (5) - Bielorrússia (3) - Bélgica (1) - Bulgária (9) - Camarões (4) - Canadá (5) - China (15) - Taipé Chinesa (6) - Colômbia (13) - Cuba (2) - Chéquia (2) - República Dominicana (4) - Egito (6) - Estónia (1) - Estados Federados da Micronésia (1) - França (4) - Geórgia (1) - Alemanha (4) | - Grécia (8) - Hungria (7) - Índia (5) - Irão (4) - Iraque (2) - Irlanda (1) - Israel (2) - Itália (1) - Japão (9) - Cazaquistão (5) - Quênia (1) - Quirguistão (1) - Letônia (1) - Lituânia (2) - Madagáscar (1) - Malásia (1) - México (3) - Moldávia (6) - Marrocos (2) - Nauru (2) - Países Baixos (1) - Nova Zelândia (3) - Niue (1) - Noruega (1) | - Palestina (1) - Papua-Nova Guiné (1) - Polónia (11) - Porto Rico (1) - Catar (5) - Roménia (7) - Rússia (15) - Samoa (1) - Singapura (1) - Eslováquia (4) - África do Sul (2) - Coreia do Sul (5) - Espanha (8) - Tajiquistão (1) - Tailândia (7) - Tunísia (2) - Turquemenistão (8) - Uganda (2) - Ucrânia (5) - Estados Unidos (13) - Venezuela (6) - Vietname (1) - País de Gales (1) |